# Лібурн (округ)
Округ Лібурн (фр. Arrondissement de Libourne) — округ у Франції, в департаменті Жиронда. 2023 року округ об'єднував 129 муніципалітетів, населення становило 155 718 осіб.
Адміністративний центр (супрефектура) — Лібурн.

## Муніципалітети
Список муніципалітетів округу та їхні коди INSEE:
1. Абзак (33001)
2. Арвер (33015)
3. Аск (33016)
4. Барон (33028)
5. Баяс (33034)
6. Бельвес-де-Кастійон (33045)
7. Бонзак (33062)
8. Боссюган (33064)
9. Бранн (33071)
10. Вер (33539)
11. Верак (33542)
12. Вільгуж (33548)
13. Віньоне (33546)
14. Гальгон (33179)
15. Гардган-е-Туртірак (33181)
16. Гіяк (33196)
17. Грезіяк (33194)
18. Гур (33191)
19. Гюїтр (33198)
20. Дарденак (33148)
21. Деньяк (33147)
22. Дулезон (33153)
23. Енесс (33160)
24. Есп'є (33157)
25. Жансак (33186)
26. Женіссак (33185)
27. Жугазан (33209)
28. Жуїяк (33210)
29. Ізон (33207)
30. Кабара (33078)
31. Кадарсак (33079)
32. Кадіяк-ан-Фронсаде (33082)
33. Кам-сюр-л'Іль (33088)
34. Каміак-е-Сен-Дені (33086)
35. Каплон (33094)
36. Кастійон-ла-Батай (33108)
37. Куберак (33133)
38. Кутрас (33138)
39. Ла-Ланд-де-Фронсак (33219)
40. Ла-Рив'єр (33356)
41. Ла-Рокій (33360)
42. Лагорс (33218)
43. Лаланд-де-Помероль (33222)
44. Лапуйяд (33230)
45. Ле-Бійо (33052)
46. Ле-Левез-е-Тумераг (33242)
47. Ле-Пентюр (33315)
48. Ле-Саль-де-Кастійон (33499)
49. Ле-Ф'є (33166)
50. Лез-Артіг-де-Люссак (33014)
51. Лез-Еглізотт-е-Шалор (33154)
52. Лібурн (33243)
53. Ліге (33246)
54. Люгеньяк (33257)
55. Люгон-е-л'Іль-дю-Карне (33259)
56. Люссак (33261)
57. Марансен (33264)
58. Маргерон (33269)
59. Монтань (33290)
60. Мулон (33298)
61. Мульєтс-е-Вільмартен (33296)
62. Муяк (33295)
63. Неак (33302)
64. Нерижан (33303)
65. Ножан-е-Постьяк (33301)
66. Периссак (33317)
67. Пессак-сюр-Дордонь (33319)
68. Петі-Пале-е-Корнам (33320)
69. Піней (33324)
70. Помероль (33328)
71. Поршер (33332)
72. Пюжоль (33344)
73. Пюїнорман (33347)
74. Пюїссегін (33342)
75. Рйоко (33354)
76. Розан (33350)
77. Саблон (33362)
78. Савіньяк-де-л'Іль (33509)
79. Саян (33364)
80. Сен-Венсан-де-Пертіньяс (33488)
81. Сен-Дені-де-Піль (33393)
82. Сен-Жан-де-Бленьяк (33421)
83. Сен-Женес-де-Кастійон (33406)
84. Сен-Женес-де-Фронсак (33407)
85. Сен-Жермен-де-ла-Рив'єр (33414)
86. Сен-Жермен-дю-Пюш (33413)
87. Сен-Іпполіт (33420)
88. Сен-Кантен-де-Барон (33466)
89. Сен-Кантен-де-Каплон (33467)
90. Сен-Кристоф-де-Дубль (33385)
91. Сен-Кристоф-де-Бард (33384)
92. Сен-Лоран-де-Комб (33426)
93. Сен-Мань-де-Кастійон (33437)
94. Сен-Мартен-де-Лай (33442)
95. Сен-Мартен-дю-Буа (33445)
96. Сен-Медар-де-Гізьєр (33447)
97. Сен-Мішель-де-Фронсак (33451)
98. Сен-Пе-д'Арман (33459)
99. Сен-Пе-де-Кастетс (33460)
100. Сен-Ромен-ла-Вірве (33470)
101. Сен-Серен-сюр-л'Іль (33478)
102. Сен-Сібар (33386)
103. Сен-Совер-де-Пюїнорман (33472)
104. Сен-Сюльпіс-де-Фалеран (33480)
105. Сен-Сьє-д'Абзак (33387)
106. Сен-Філіпп-д'Егій (33461)
107. Сен-Філіпп-дю-Сеньяль (33462)
108. Сент-Аві-де-Сулеж (33377)
109. Сент-Аві-Сен-Назер (33378)
110. Сент-Андре-е-Аппель (33369)
111. Сент-Антуан-сюр-л'Іль (33373)
112. Сент-Емільйон (33394)
113. Сент-Еньян (33365)
114. Сент-Етьєнн-де-Лісс (33396)
115. Сент-Коломб (33390)
116. Сент-Обен-де-Бранн (33375)
117. Сент-Радегонд (33468)
118. Сент-Терр (33485)
119. Сент-Флоранс (33401)
120. Сент-Фуа-ла-Гранд (33402)
121. Сіврак-сюр-Дордонь (33127)
122. Тарнес (33524)
123. Таяк (33526)
124. Тізак-де-Кюртон (33531)
125. Тізак-де-Лапуйяд (33532)
126. Фложаг (33168)
127. Фран (33173)
128. Фронсак (33174)
129. Шамадель (33124)